# Święta wojna
Święta wojna je polský komediální televizní seriál. Vysílán byl v letech 2000–2009, celkem vzniklo 322 dílů v 10 řadách.

## Popis
Varšavan Zbyszek Pyciakowski přijíždí každý víkend obchodovat do Katovic, kde přenocuje v bytě svého vojnovího kamaráda Bercika Dwornioka a jeho rezolutní manželky Andzie. Bercik je neurotický bývalý horník, který jako stereotypní Slezan nenávidí vše, co souvisí s „gorolami“, tedy obyvateli jiných částí Polska, hlavně nedalekého Sosnovce a Varšavy. Během života z penze přichází s různými nápady, jak rychle získat jmění, které většinou končí katastrofou.

## Obsazení
| Název               | Role                                                        |
| ------------------- | ----------------------------------------------------------- |
| Zbigniew Buczkowski | Zbigniew "Zbyszek" Pyciakowski                              |
| Krzysztof Hanke     | Hubert "Bercik" Dworniok                                    |
| Joanna Bartel       | Anna "Andzia" Dworniokova                                   |
| Gertruda Szalsza    | Karlikova - Bercikova sousedka                              |
| Józef Polok         | Ernest Kowolik - Andziin bratr, Bercikův švagr              |
| Bogdan Kalus        | Gerard Nowok - Bercikův kolega                              |
| Krzysztof Respondek | Ewald - Bercikův soused                                     |
| Grzegorz Stasiak    | barman Alojz                                                |
| Andrzej Mrozek      | Kipuś                                                       |
| Paweł Polok         | listonoš Johnny                                             |
| Ryszard Opyda       | Karlik - manžel Karlikové                                   |
| Jan Jakub Skupiński | Hubert "Hubercik" Stańczyk - Bercikův bratranec ze Sosnovce |

## Řady
| Řada | Díly          | Premiéra v Polsku | Premiéra v Polsku |
| Řada | Díly          | První díl         | Poslední díl      |
| ---- | ------------- | ----------------- | ----------------- |
| 1    | 8             | 23. ledna 2000    | 12. března 2000   |
| 2    | 38            | 19. března 2000   | 31. prosince 2000 |
| 3    | 41            | 2001              | 2001              |
| 4    | 42            | 2002              | 2002              |
| 5    | 43            | 2003              | 2003              |
| 6    | 25            | 2004              | 2004              |
| 7    | 39            | 2005              | 2005              |
| 8    | 24            | 2006              | 2006              |
| 9    | 28            | 2007              | 2007              |
| 10   | 32            | 2008              | 9. května 2009    |
| 11   | bude oznámeno | bude oznámeno     | bude oznámeno     |